# 合俄错
合俄错（藏語：ཧོར་འོག་མཚོ།，威利转写：hor 'og mtsho，THL：Horok Tso）位于中国西藏自治区阿里地区改则县境内，地处改则县东部，湖面海拔4875米，湖长3.6公里，最大宽2公里，平均宽1.3公里，面积4.7平方公里。